# Lucfalva
Lucfalva es un pueblo ubicado en el condado de Nógrád, Hungría.

## Superficie
Posee una superficie de 14,10 kilómetros cuadrados.

## Demografía
Hasta 2021 la población era de 595 habitantes, con una densidad de población de 42,19 habitantes por kilómetro cuadrado.